# David Murray (pilota automobilistico)
David Hugh Murray (Edimburgo, 28 dicembre 1909 – Las Palmas de Gran Canaria, 5 aprile 1973) è stato un pilota automobilistico britannico.
Partecipò a 5 Gran Premi di Formula 1 validi per il Mondiale, debuttando a Silverstone nel 1950, con la Scuderia Ambrosiana, in coppia con David Hampshire.
Fu il fondatore con il meccanico Wilkie Wilkinson della squadra automobilistica scozzese Ecurie Ecosse.

## Risultati in Formula 1
| 1950 | Scuderia            | Vettura          |     |  |  |  |  |  |     |  | Punti | Pos. |
| ---- | ------------------- | ---------------- | --- |  |  |  |  |  | --- |  | ----- | ---- |
| 1950 | Scuderia Ambrosiana | Maserati 4CLT/48 | Rit |  |  |  |  |  | Rit |  | 0     |      |

| 1951 | Scuderia            | Vettura          |  |  |  |  |     |    |  |  | Punti | Pos. |
| ---- | ------------------- | ---------------- |  |  |  |  | --- | -- |  |  | ----- | ---- |
| 1951 | Scuderia Ambrosiana | Maserati 4CLT/48 |  |  |  |  | Rit | NP |  |  | 0     |      |

| 1952 | Scuderia      | Vettura    |  |  |  |  |     |  |  |  | Punti | Pos. |
| ---- | ------------- | ---------- |  |  |  |  | --- |  |  |  | ----- | ---- |
| 1952 | Ecurie Ecosse | Cooper T20 |  |  |  |  | Rit |  |  |  | 0     |      |

| Legenda | 1º posto     | 2º posto | 3º posto    | A punti         | Senza punti/Non class.  | Grassetto – Pole position Corsivo – Giro più veloce |
| Legenda | Squalificato | Ritirato | Non partito | Non qualificato | Solo prove/Terzo pilota | Grassetto – Pole position Corsivo – Giro più veloce |